# Schizocyathidae
Schizocyathidae is een familie van neteldieren uit de klasse van de Anthozoa (bloemdieren).

## Geslachten
- Pourtalocyathus Cairns, 1979
- Schizocyathus Pourtalès, 1874
- Temnotrochus Cairns, 1995